# Чињенице о Чаку Норису
Чињенице о Чаку Норису су сатиричне чињенице које у фокус стављају америчког глумца Чака Нориса и познатог умјетника борилачких вјештина које су постале интернет феномен широко распрострањен у популарној култури. Ове 'чињенице' су апсурдне и хиперболичне тврдње о Норисовој чврстини, ставу, софистицираности и мужевности.
Чињенице о Чаку Норису су се прошириле широм света, правећи преводе и стварајући локализоване верзије о огласима за специфичне земље и другим Интернет феноменима. Неке чињенице алудирају на његову употребу удараца ногом за наизглед било који задатак, његову велику количину длака на телу, посебно с обзиром на браду, и његову улогу у акционој телевизијској серији Вокер, Тексашки ренџер .

## Позадина
Чињенице о Чаку Норису првобитно су се појавиле на интернету почетком 2005. Првобитно дистрибуиране на форумима Сометхинг Авфул, „чињенице“ су се фокусирале на Вин Диесел -а, као одговор на његов филм Дуда . После неколико месеци, чланови форума су изабрали Чака Нориса да буде нова тема. Шале Конана О’Брајена о Чаку Норису о Касно увече са Конаном О’Брајеном (који се углавном усредсређују на Вокера, Тексашки ренџер ) виде се као инспирација за моду. Претерани стил ових тврдњи је сличан скечу који се понавља у суботу увече уживо под називом " Бил Браски ". Због популарности овог феномена, сличне шале су створене и за разне друге познате личности, али и измишљене ликове.

## Норисов одговор
Норис је одговорио на чињенице о Чаку Норрису на свом званичном сајту саопштењем. Признајући да су неке од изјава заиста биле духовите, он је рекао да се труди да ниједну од њих не схвата озбиљно и да се нада да ће такве изјаве заинтересовати људе за стварне чињенице о њему садржане у његовим књижевним делима.
Дана 23. октобра 2006, Норисова прва колумна за ВорлдНетДаили састојала се од још једног одговора. Почело је слично горњој изјави са цхуцкноррис.цом, али се потом одрекао сопствене храбрости у корист оних од Бога и Исуса Христа .
Дана 29. новембра 2007, Готхам Боокс, одељење за одрасле Пенгуин УСА, објавило је књигу под насловом Истина о Чаку Норису: 400 чињеница о највећем човеку на свету . Норис је касније у децембру поднео тужбу против Пенгуин УСА тврдећи „кршење жига, неоправдано богаћење и права на приватност“. Норис је одустао од тужбе 2008.
Дана 7. октобра 2009. Тиндале Хоусе Публисхерс издали су званичну књигу чињеница о Чаку Норрису, коју је заједно написао и званично одобрио Норис.
Норис је изјавио да је његова лична омиљена "чињеница" да су људи хтели да додају Нориса на планину Рашмор, али гранит није био довољно чврст за његову браду.

## Истакнута спомињања
У издању од 20. марта 2006. магазин Тајм је интервјуисао Нориса, назвавши га „онлајн култним херојем“. У одговору на њихово последње питање, он је чињенице о Чаку Норису назвао „чудним, али веома популарним изрекама“ и цитирао једну: „Чак Норис може да дели са нулом “.
Године 2011. реклама за Ворлд оф Варцрафт је приказала Чака Нориса и укључила сопствене „чињенице о Чаку Норису“ у дијалогу.
У филму Тхе Екпендаблес 2 из 2012. намигује се чињеницама о Чаку Норису када се једна приписује Норисовом лику Букеру. У једној сцени Букер спашава тим Барнија Роса ( Силвестер Сталоне) у ватреној борби. Након упознавања, Рос каже Букеру: „Чуо сам још једну гласину. Да те је ујела краљевска кобра ." "Да, био сам.", одговара Букер, додајући: „Али после пет дана мучног бола, <пауза> кобра је умрла.“ 

## Инспирације и слични трендови
У Индији постоје сличне шале у виду чињеница и цитата о индијском филмском глумцу Раџиниканту . Фактоиди о Рајиниканту су инспирисани чињеницама о Чаку Норису у томе што оне прате исти образац као чињенице о Чаку Норису. Док су неке вицеве о Рајиниканту оригиналне, многе од њих циркулишу са Норисовим именом замењеним Рајиникантовим. Почетком 2013. слична група вицева постала је популарна у земљи о индијском играчу крикета Равиндру Јадеји након што је капитен индијског крикета Махендра Сингх Дхони твитовао неколико „чињеница“ о њему на својој Твитер страници.
Током јерменских парламентарних избора 2012. пронађени су листићи на којима је било исписано Норисово име као кандидата.
У Египту, и пре египатских председничких избора 2012. године, сличне шале су се шалиле на рачун Омара Сулејмана, бившег директора Генералне обавештајне управе у истом стилу чињеница о Чаку Норрису, исмевајући моћи и вештине које су његове присталице тврдиле да буде његов да га унапреди пред изборе.
У епизоди „Чудни свет вирма“ у верзији ЦГИ серије из 2012. Теенаге Мутант Ниња Туртлес, холографски Крис Бредфорд – пародија на Нориса – доноси цитат у стилу Норрисових чињеница : „Чињеница Цхриса Брадфорда #48: Крис Бредфорд увек носи четири оружја за масовно уништење: руке и ноге."
Навијачи Бафало Билса почели су да промовишу сличне приче о бившем бекеру Кику Алонсу током сезоне 2013, након што се Алонсо придружио тиму као новајлија. Приче су биле заједно познате као "Легенда о Кику Алонсу".
Године 2006. одржана је анкета о именовању како би се одлучило о имену новог моста у Мађарској . Пошто су номинације прихваћене од свих, „Чак Норис“ је убрзо постао главни кандидат за име моста  (премашивши имена неколико историјских личности заједно са кандидатима као што су Дејвид Хаселхоф и Ерик Картман), пре него што га је преузео Стивен Колберт након позвао је своје фанове да гласају. Мост је на крају добио име Међери мост .
ВВЕ рвач Брајан Мајерс, познат као Курт Хокинс, укључио је чињенице о Чаку Норрису у свој трик у августу 2016, где користи своје име уместо Норис, на пример, „Деца морају да стављају крему за сунчање на плажи да би се заштитила од Курта Хокинса“ .

## Видео игре засноване на тренду
2008. године, Гамелофт је произвео Цхуцк Норрис: Бринг Он тхе Паин, видео игрицу за мобилне уређаје, засновану на онлајн култу Нориса који су изазвале чињенице о Чаку Норису. Играч преузима контролу над Норрисом у беат 'ем уп који се креће по страни. Игра је била добро прегледана.
У 2017, Фларегамес је произвео другу такву игру, Нон Стоп Цхуцк Норрис, изометријску акциону РПГ игру за мобилне уређаје, такође добро рецензирану.